# A. O. Smith

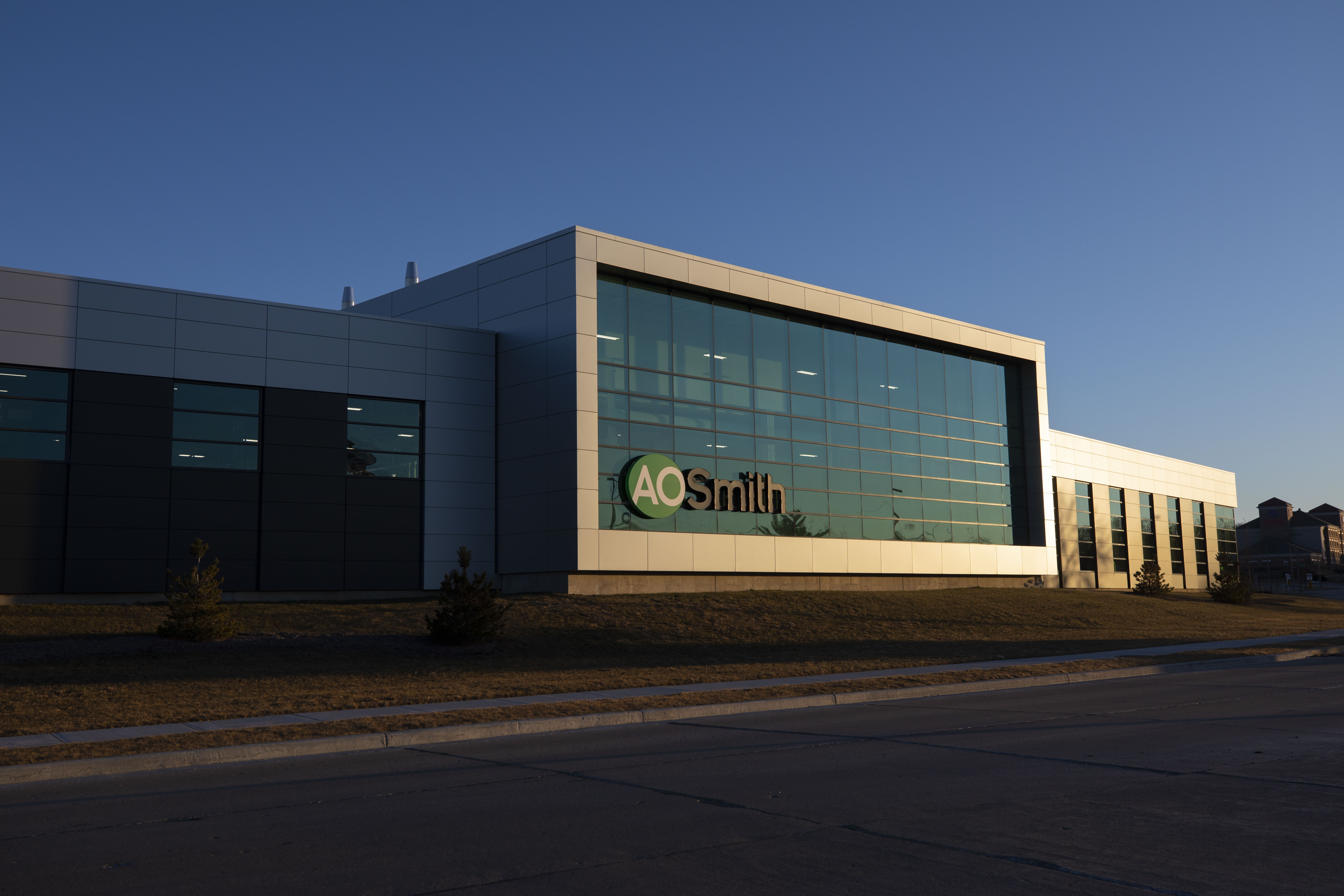
A. O. Smith Corporate Technology Center

A. O. Smith Corporation es un fabricante estadounidense de calentadores de agua para uso residencial y comercial. Además de sus operaciones en Norteamérica, en donde es el mayor fabricante y distribuidor de calentadores de agua, también suministra productos para el tratamiento de aguas en el mercado asiático. Posee 24 sucursales en todo el mundo, las cuales incluyen cinco plantas de producción en Norteamérica, así como plantas en Nanjing, China y Veldhoven, Países Bajos.
Para finales de la Segunda Guerra Mundial, A. O. Smith era la mayor fabricante de bombas en EE. UU., y era catalogada como una de las principales empresas estadounidenses por el valor de sus contratos de producción de bombas.